# Lar Lubovitch
Lar Lubovitch (Chicago, 9 aprile 1943) è un coreografo statunitense.

## Biografia
Nato e cresciuto a Chicago, si è formato all'Università dell'Iowa e alla Juilliard School, dove si è laureato nel 1963 dopo essere stato allievo di Antony Tudor, José Limon, Anna Sokolow e Martha Graham.
Dopo cinque anni di gavetta in numerose compagnia di danza moderna, jezz e classica negli Stati Uniti, nel 1968 ha fondato la propria compagnia, la Lar Lubovitch Dance Company. Da allora ha coreografato pezzi per alcune delle maggiori compagnie al mondo, tra cui il New York City Ballet, l'American Ballet Theatre, il balletto dell'Opéra di Parigi, il Balletto Reale Danese, il Balletto di Stoccarda, l'Alvin Ailey American Dance Theater e il Nederlands Dans Theater.
Durante gli anni ottanta è stato molto attivo a New York nell'ambito della lotta all'AIDS, usando i suoi balletti per esplorare tematiche di grande impatto sociale o per raccogliere fondi per la ricerca e persone affette da HIV. Nel 1986 il suo pas de deux Duet From Concerto Six Twenty-Two divenne uno dei primi celebri passi a due danzato da una coppia di uomini.
In veste di coreografo ha lavorato spesso nel panorama del teatro musicale di Broadway, dove ha esordito nel 1987 con il musical Into the Woods, per cui ha ottenuto una candidatura al Tony Award alla miglior coreografia. Successivamente è tornato a Broadway come coreografo dei musical The Red Shows (1993), The King and I (1996) e High Society (1998), oltre a curare i movimenti scenici del dramma di Oscar Wilde Salomè, coreografando la danza dei sette veli per Sheryl Lee.
Nel 1991 ha ottenuto una candidatura ai Premi Emmy quando il suo adattamento di Otello è stato trasmesso in televisione dalla PBS. Inoltre, ha esteso la sua attività di coreografo anche al mondo del pattinaggio artistico su ghiaccio, creando coreografie per pattinatori quali John Curry, Peggy Fleming, Dorothy Hamill, Robin Cousins, Rosalynn Sumners, Isabelle e Paul Duchesnay. Nel 2012 ha vinto il Prix Benois de la Danse.